# FK Marcelová
TJ Mladosť Kalša là một câu lạc bộ bóng đá Slovakia, đến từ thị trấn Marcelová.

## Màu sắc
Màu sắc của câu lạc bộ là vàng và xanh lá cây.